# Jan-Svensamössan
Jan-Svensamössan (umesamiska Suddale) är ett fjäll och ett naturreservat vid Avaviken som är en vik av Storavan. Närmaste tätort är Arvidsjaur. Fjälltoppen ligger ovanför den nuvarande trädgränsen, varför det där finns alpina arter som till exempel klynnetåg, ripbär och krypljung. Toppen och kringliggande områden har avsatts som naturreservat 1997 och omfattar 92 hektar. Det samiska namnet på berget är Suddale, som betyder "bli tidigt isfri" eller "tina". Fjället reser sig (cirka 700 m ö.h.) ganska brant över omgivningen (Storavan 418–420 m ö.h.) och är ganska toppigt. Inom reservatet finns månghundraåriga tallar och gammal gran.
Här växer ripbär, krypljung, klynnetåg och kråkbär. Berget består av röd porfyr. Till reservatet hör också delar av sjön Norra Akkajaure. Vid stranden finns en rullstensås.
Det går en skogsbilväg runt på södra/västra sidan med en parkering, varför det är ganska lättbestiget. Från toppen har man en flera mil vid utsikt över området. I toppröset finns en kakburk där man enligt sedvänjan bör lämna en lapp med noteringar efter sig.
Det är efter Johan Svensson från Avaviken vid 1800-talets början, som berget Jan-Svensamössan har fått sitt namn. Det finns två versioner av hur namnet kom till. Den ena är att han hade en tovad hatt som liknade berget, den andra att Johan Svensson sökte korna uppe på berget och tappade mössan.